# Просторово-часовий інтервал
Просторо́во-часови́й інтерва́л або просто інтерва́л — аналог відстані між двома подіями в теорії відносності. Визначається співвідношенням:
{\displaystyle s_{12}={\sqrt {c^{2}(t_{1}-t_{2})^{2}-(x_{1}-x_{2})^{2}-(y_{1}-y_{2})^{2}-(z_{1}-z_{2})^{2}}}}.
де c — швидкість світла.
У теорії відносності кожна подія характеризується часом та місцем, тобто, чотирма координатами: часом t та трьома просторовими координатами — x, y, z. Для наочності ці координати подають у чотиривимірному псевдоевклідовому просторі Мінковського. Згідно з основним постулатом спеціальної теорії відносності просторово-часовий інтервал не залежить від вибору системи відліку, тобто є інваріантним відносно перетворень Лоренца.
Просторово-часовий інтервал є комплексною величиною. Якщо
{\displaystyle c^{2}(t_{1}-t_{2})^{2}-(x_{1}-x_{2})^{2}-(y_{1}-y_{2})^{2}-(z_{1}-z_{2})^{2}>0},
то інтервал називають часоподібним.
Для таких інтервалів завжди існує інерційна система відліку, в якій ці події відбулися в одному місці.
Якщо дві події відбуваються з одним і тим же тілом, то інтервал між ними завжди часоподібний.
Якщо
{\displaystyle c^{2}(t_{1}-t_{2})^{2}-(x_{1}-x_{2})^{2}-(y_{1}-y_{2})^{2}-(z_{1}-z_{2})^{2}<0},
то інтервал називають простороподібним.
Для таких інтервалів завжди існує інерційна система відліку, в якій ці дві події відбулися одночасно,
але в будь-якій інерційній системі відліку обидві події відбуваються в різних місцях простору.
Велике значення в теорії відносності має величина {\displaystyle ds^{2}} — квадрат інтервалу між нескінченно близькими подіями:
{\displaystyle ds^{2}=c^{2}dt^{2}-d\mathbf {r} ^{2}}.

## Загальна теорія відносності
У неінерційних системах відліку, тобто, у системах, що пов'язані зі спостерігачем, який рухається з прискоренням або перебуває в гравітаційному полі, квадрат локального приросту просторово-часового інтервалу записується в загальному вигляді
{\displaystyle ds^{2}=g_{ij}dx^{i}dx^{j}},
де {\displaystyle dx^{i}} і {\displaystyle dx^{j}} — диференціали компонент 4-вектора, а {\displaystyle g_{ij}} — певний 4-тензор, який називається метрикою простору-часу. За заведеними при використанні 4-векторів правилами нотації повторення індексу внизу і вгорі означає суму по цьому індексу.
Як і в спеціальній теорії відносності просторово-часовий інтервал однаковий у всіх системах відліку, але тільки локально. 